# 666
Rok 666 (DCLXVI) byl nepřestupný rok, který podle juliánského kalendáře započal ve čtvrtek. Označení roku číslem 666 se začalo užívat ve středověku, kdy Evropa přešla na systém počítání let Anno Domini (leta páně).
Podle židovského kalendáře došlo k přelomu let 4426 a 4427. Podle islámského kalendáře započal dne 16. března rok 46. 

## Události
- Wighard zvolen arcibiskupem z Canterbury
- založeno Chertsejské opatství
- založeno Barkingské opatství

## Úmrtí
- Abdul-Rahman ibn Abi Bakr, první dítě prvního zvoleného chálífy Abú Bakra (* 596/605)
- Umm Habiba, jedna z manželek proroka Mohameda (* 589 nebo 594)

## Hlavy států

### Evropa

#### Střední Evropa
- Papež – Vitalianus (657–672)

#### Západní Evropa
- Akvitánské vévodství – Felix Akvitánský (660–670)
- Alsaské vévodství – Adalrich (662–683)
- Durynské vévodství – Heden I. (642–687)
- Sámova říše – Sámo (623–658)
- Franská říše
  - Neustrie & Burgundsko – Chlothar III. (658–673)
  - Austrasie – Childerich II. (662–675)

#### Britské ostrovy
- Bernicie – Oswiu (654–670)
- Essex – Sighere + Sebbi (664–683)
- Kent – Eagberth (664–673)
- Mercie – Wulfhere (658–675)
- Northumbrie – Oswiu (654–670)
- Piktové – Drest IV. (663–672)
- Sussex – Æthelwealh (660–685)
- Východní Anglie – Ealdwulf (663–713)
- Wessex – Cenwalh (648–672)

#### Východní Evropa a Balkán
- Bulharsko
  - První bulharská říše – Kuvrat (630–641/668)?
  - Staré Velké Bulharsko – Barbajan (665–668)
  - Volžsko-Bulharský chán – Kotrag (660–700/710)
- Byzantská říše – Konstans II. (641–668)
- Chazarové – Kalga a Kaban (660–669)

#### Jižní Evropa
- Benevento – Romvald I. (662–687)
- Langobardské království – Grimoald (662–671)
- Spoletské vévodství – Transimund I. (665–703)

#### Skandinávie
- Švédsko – Ivar Vidfamne (655–695)

#### Kavkaz
- Abchazské království – Theodosius I. (660–680)
- Ibérské knížectví – Ardanase II. (650–684)
- První království Kakheti – Ardanase II. (650–684)